# Butia archeri
La palmera coquerito del campo (Butia archeri) es una especie del género Butia de la familia de las palmeras (Arecaceae). Habita en el centro-este de Sudamérica.

## Distribución y hábitat
Esta palmera es un endemismo brasileño. Se distribuye en los estados de: Goiás, Minas Gerais, São Paulo y Mato Grosso.
Esta palmera es un de la provincia fitogeográfica del cerrado.
Habita en pastizales abiertos. Si bien resiste los incendios, su ecosistema fue muy alterado por la presión agropecuaria, por lo que está casi extinguida en la naturaleza.  

## Características
Los estípites rara vez alcanzan 1 m de altura, y mantienen las cicatrices de los pecíolos antiguos. Distintivamente posee las hojas fuertemente arqueadas; estas son de color verde-oliva. Las pinas se colocan en el raquis de manera regular, formando entre sí una disposición en “V”. Fructifica de octubre a enero; con frutos que miden 2 cm de diámetro, y pesan 12 g. Tardan años en germinar, y luego su crecimiento es lento.
B. archeri se distingue fácilmente de otras especies acaulescentes del género Butia por tener suaves los bordes del pecíolo en lugar ser dentados, y de B. microspadix por exhibir las espatas más o menos glabras, en lugar de ser densamente tomentosas.
Usos
Tiene potencial como planta ornamental, ideal para jardines pequeños.

## Taxonomía
Esta especie fue descrita originalmente en el año 1979 por el botánico Sidney Frederick Glassman bajo el nombre científico de Syagrus archeri. Posteriormente el mismo especialista la transfirió al género Butia. Fue publicado en Principes 23: 70. 1979.
Etimología
El nombre genérico Butia proviene del nombre vernáculo dado en Brasil a los miembros de este género. 
archeri: epíteto otorgado en honor del botánico Thomas Croxen Archer.
Sinonimia
- Syagrus archeri Glassman[5]